# Christa Näher
Christa Näher (* 24. Februar 1947 in Lindau) ist eine deutsche Künstlerin (Malerei und Zeichnungen). Sie lebt und arbeitet in Wolfegg.

## Leben
Christa Näher studierte an der Hochschule der bildenden Künste in Berlin und war Meisterschülerin bei Marwan Kassab-Bachi. Von 1987 bis 2013 hatte sie als erste Künstlerin die Professur für Malerei an der Städelschule Frankfurt inne und ist dort seit 2019 Honorarprofessorin.
Sie war Teilnehmerin der DOCUMENTA IX in Kassel (1992) und ist mit ihren Werken seit Jahrzehnten international auf Ausstellungen vertreten, wie auf der Gruppenausstellung Von hier aus – Zwei Monate neue deutsche Kunst in Düsseldorf. Ihre Werke befinden sich weltweit in renommierten privaten und öffentlichen Sammlungen und wurden vielfach ausgezeichnet (u. a. Karl-Ströher-Preis, (1988), Konstanzer Kunstpreis (1988), 1822-Kunstpreis (2002), Hans-Thoma-Preis (2019)).
2022 erhielt sie eine Förderung der Stiftung Kunstfonds zur Erstellung ihres Werkverzeichnisses, das sie zusammen mit dem Kunsthistoriker Johannes Honeck erarbeitet. Das seit Ende der 1970er Jahre entstandene Werk Christa Nähers umfasst hauptsächlich Gemälde (ca. 400) und Arbeiten auf Papier (ca. 900), aber auch Illustrationen, Objekte (ca. 50), Raum- und Bühnengestaltungen, Filme und Fotoarbeiten (ca. 100), handschriftliche Gedichte und Erzählungen (ca. 200). Im Zuge der Erstellung des Werkverzeichnisses wird umfangreiches Quellen- und Archivmaterial ausgewertet und digitalisiert, darunter Monografien und Ausstellungskataloge und eine sehr hohe Zahl von unterschiedlichen Pressebeiträgen zu Einzel- und Gruppenausstellungen.
Im Laufe ihres künstlerischen Schaffens hat Christa Näher eine eigene Bildsprache entwickelt, die Form und Vision in genuiner Weise verbindet. Die Ambivalenz des Lebendigen, die Polarität von Licht und Dunkelheit bilden hierbei Konstanten in ihren künstlerischen Arbeiten.

## Preise
- 1988: Karl-Ströher-Preis, Frankfurt am Main
- 1988: Konstanzer Kunstpreis
- 1989: Kunstpreis der Stadt Koblenz
- 2002: 1822-Kunstpreis
- 2019: Hans-Thoma-Preis, Bernau

## Ausstellungen

### Einzelausstellungen
- 1975: Künstler vom Bodensee, Konstanz
- 1977: Schloss Meersburg
- 1982: Galerie Arno Kohnen, Düsseldorf auch 1983, 1985 und 1986
- 1983: Bonner Kunstverein
- 1984: Kunstmuseum Luzern; auch 1987 und 1989
- 1984: Galerie Janine Mautsch, Köln
- 1985: Galerie Susan Wyss, Zürich
- 1987: Berliner Kunstverein
- 1987: Schloss Morsbroich
- 1987: Galerie Grässlin Ehrhardt, Frankfurt am Main
- 1987: Galerie Capitain, Köln
- 1987: Galerie de Aizpuru, Madrid
- 1988: Westfälischer Kunstverein, Münster
- 1990: Galerie Tanit, München
- 1991: Schacht, Galerie der Stadt Stuttgart, mit Katalog und Werkverzeichnis
- 2000: Das Malwerk und das Schöne, Kunstraum Innsbruck
- 2000: Times are changing – Auf dem Wege, Kunsthalle Bremen
- 2001: Man in the Middle – Sammlung Deutsche Bank
- 2001: Museum Moderner Kunst – Stiftung Wörlen, Passau
- 2001: Vom Eindruck zum Ausdruck – Grässlin Collection Deichtorhallen, Hamburg
- 2001: Das Malwerk und das Schöne, Frankfurter Kunstverein
- 2002: Christa Näher – BUBEN
- 2002: Galerie Bärbel Grässlin, Frankfurt am Main
- 2005: Christa Näher – Paso Español
- 2005: Centro Andaluz de Arte Contemporáneo (CAAC), Sevilla
- 2006: Galerie Bärbel Grässlin, Frankfurt am Main
- 2006: Kunstverein Assenheim – Schloss Assenheim
- 2017: Kunstverein Konstanz
- 2019: Hans-Thoma Kunstmuseum, Bernau im Schwarzwald

### Gruppenausstellungen (Auswahl)
- 1983: Transit Berlin – Düsseldorf, Kutscherhaus Berlin
- 1984: Von hier aus – Zwei Monate neue deutsche Kunst in Düsseldorf
- 1985: Treibhaus, Kunstmuseum Düsseldorf
- 1986: Wien Fluß, Secession Wien
- 1987: Zehn:Zehn, Kunsthalle Köln
- 1988: „Der Hang zur Architektur in der Malerei der Gegenwart“, Frankfurt am Main
- 1989: „Refigued Painting“, Toledo
- 1991: 13 Künstler an 7 Orten, Kempten (Allgäu)
- 2015/2016: Die 80er – Figurative Malerei in der BRD, Städel Museum, Frankfurt am Main
- 2015/2016: Figurative Malerei in der BRD in den 80er-Jahren, Groninger Museum, Groningen
- 2018/2019: Die Erfindung der Neuen Wilden – Malerei und Subkultur um 1980, Ludwig Forum Aachen

## In öffentlichen Sammlungen vertreten
- Daimler Contemporary, Berlin
- Kunsthalle Bremen
- Zentrum für Kunst und Medien (ZKM), Karlsruhe

## Buchillustrationen
- Charlotte Birnbaum: Bon! Bon! Vom Zauber süßer Speisen. Verlag der Buchhandlung Walther König, Köln 2010, ISBN 978-3-86560-909-0.

## Schriften
- Christa Näher. 26 Jahre Städelschule Frankfurt am Main. 1987 - 2013, Verlag der Buchhandlung Walther König, Köln 2017, ISBN 978-3-96098-271-5.

## Zeitschriftenartikel
- art Art-Lexikon zeitgenössischer Künstler. Heft August 1990, S. 101.
- art ohne Titel (Pferd), Raum II. Heft Oktober 1990, S. 128.